# Figlarz szczotkosterny
Figlarz szczotkosterny (Alectrurus tricolor) – gatunek małego ptaka z rodziny tyrankowatych (Tyrannidae), zamieszkujący Amerykę Południową. Jest narażony na wyginięcie.

## Systematyka
Gatunek ten jako pierwszy opisał Louis Jean Pierre Vieillot w 1816 roku, nadając mu nazwę Gallita tricolor. Obecnie umieszczany jest w rodzaju Alectrurus. Nie wyróżnia się podgatunków.

## Morfologia
Ptak o rozmiarze ciała 12 cm (samce z ogonem dochodzą do 18 cm). Samce są w przeważającej części czarne z białym brzuchem, gardłem i policzkami i białą łatą na skrzydłach. Ogon charakterystyczny dla tego gatunku z szerokimi sterówkami, tworzącymi jakby wachlarz. Samica jest podobna do samca, z niewielkimi częściami upierzenia przechodzącymi z białego w jasny brąz, z krótkim ogonem bez żadnych cech charakterystycznych. Dziób mają szpiczasty charakterystyczny dla owadożerców, jasnobrązowy z niewielkim zakrzywieniem górnej szczęki na końcu.

## Zasięg występowania
Obecnie figlarz szczotkosterny występuje jedynie na kilkudziesięciu stanowiskach. Na terenie Boliwii występuje już tylko na kilku rozproszonych stanowiskach w departamentach La Paz i Santa Cruz, a także w północnej i zachodniej części departamentu Beni. W Brazylii w stanach Mato Grosso do Sul, Mato Grosso, Goiás, Minas Gerais, Espírito Santo oraz w Dystrykcie Federalnym. We wschodnim Paragwaju w departamentach Cordillera, Concepción, Itapúa, Misiones i San Pedro. Występował też w północnej Argentynie w prowincjach Corrientes i Misiones, ale nie obserwowano go w tym kraju od 1979 roku, a późniejsze poszukiwania nie przyniosły spodziewanego rezultatu.

## Ekologia
Figlarz szczotkosterny występuje na otwartych, wilgotnych lub sezonowo wilgotnych obszarach sawanny z przewagą wysokich traw na wysokościach do 1460 m n.p.m. (przeważnie poniżej 1100 m n.p.m.).
Sezon lęgowy ma miejsce od sierpnia do listopada, termin może się różnić w zależności od nadejścia pory deszczowej. W Brazylii stwierdzono gniazdowanie na ziemi na bardzo wilgotnej łące. Schludne gniazdo w kształcie kubka wykonane z traw. Generalnie jest to gatunek owadożerny, choć obserwowano samicę karmiącą pisklęta drobnymi owocami.

## Status i ochrona
W Czerwonej księdze gatunków zagrożonych IUCN figlarz szczotkosterny od 2000 roku jest klasyfikowany jako gatunek narażony (VU, Vulnerable); wcześniej, od 1988 roku uznawany był za gatunek bliski zagrożenia (NT, Near Threatened). Liczebność populacji szacowana jest na 6000–15 000 dorosłych osobników. Trend liczebności populacji uznawany jest za spadkowy ze względu na utratę siedlisk.
Organizacja BirdLife International wymienia 24 ostoi ptaków IBA, w których ten gatunek występuje lub potencjalnie występuje, 10 w Brazylii (m.in. Park Narodowy Emas, Park Narodowy Brasília, Park Narodowy Chapada dos Veadeiros), 9 w Paragwaju (np. Park Narodowy San Rafael) i 5 w Boliwii (Reserva Nacional de Vida Silvestre Amazónica Manuripi-Heath, Reserva de Inmovilización Iténez).